# Monastero di Ardenica
Il monastero di Ardenica o Ardenicës di Maria Theotokos (albanese: Manastiri Lindja e Hyjlindëses Mari) è un monastero ortodosso orientale situato su una collina che sovrasta la località di Kolonjë lungo la strada statale che collega Fier a Lushnjë in Albania. 
Fu costruito dall'imperatore bizantino, Andronico II Paleologo nel 1282, dopo la vittoria contro gli Angioini nell'Assedio di Berat. Il monastero è famoso come il luogo in cui, nel 1451, è stato celebrato il matrimonio di Skanderbeg, eroe nazionale albanese, con Andronica Arianiti. Nel 1780 presso il monastero si è dato vita ad una scuola teologica per preparare i chierici nell'ortodossia greca. Aveva una importante biblioteca con 32.000 volumi che è andata completamente bruciata in un incendio nel 1932. La Chiesa di Santa Maria all'interno del monastero contiene affreschi dei fratelli Kostandin e Athanas Zografi.
Rientra nei Monumenti culturali religiosi dell'Albania.

## Storia
L'imperatore bizantino, Andronico II Paleologo ha iniziato la costruzione del monastero nel 1282, dopo la vittoria contro gli Angioini nell'Assedio di Berat. La cappella della Santa Trinità era già stata eretta alcuni secoli prima, su un tempio pagano, dedicato alla dea Artemide; si pensa che il nome di Ardenica derivi da Artemide. 
Il monastero si trova a circa 1 km dalla Via Egnatia, un'importante strada romana del II secolo. 
Il 21 aprile del 1451 in questo monastero fu celebrato il matrimonio tra Giorgio Castriota Scanderbeg e Andronika Arianiti, [6] officiato dall'arcivescovo di Kanina, Felix, alla presenza di tutti i principi albanesi, membri della Lega di Alessio e gli ambasciatori del Regno di Napoli, della Repubblica di Venezia e della Repubblica di Ragusa. 
Nel 1730 il monastero di Ardenica ospita uno dei più importanti chierici ortodossi dell'epoca, Nektarios Terpos da Moscopole, che ha scritto nel 1731 una breve preghiera in quattro lingue: latino, greco, aramaico e albanese in alfabeto greco. Questo fatto è importante perché è il primo testo scritto in lingua albanese in una chiesa greco-ortodossa.
Nel 1743 grazie all'iniziativa dell''arcivescovo di Berat, Metodio, originario di Bubullimë, nei pressi di Lushnjë, il monastero venne fortemente ristrutturato, nonostante il luogo fosse occupato dall'Impero ottomano. Durante la restaurazione i fratelli Zografi realizzarono la maggior parte delle meravigliose opere che affrescano la chiesa.
Dal 1780, il monastero ospita una scuola greca per preparare i chierici al culto. Nel 1817, la scuola è diventata un liceo, con annessa casa dello studente. Da questa scuola si e diplomato il Vescovo di Berat, Josif. 
Durante la rinascita nazionale albanese in questo periodo la scuola è diventata uno dei luoghi di insegnamento e conservazione della lingua albanese letteraria. Un'altra importante personalità che visse presso il monastero fu padre Mark, che era stato il sacerdote che trovò i resti di San Cosma di Etolia, martirizzato dai cavalieri turchi. 
Il monastero possedeva una biblioteca eccezionale di 32.000 volumi che è stata completamente bruciata da un incendio nel 1932. 
Dal 1960 in questo monastero hanno trascorso gli ultimi giorni della sua vita, l'ex primate della Chiesa ortodossa albanese, arcivescovo Irene Banushi. 
Nel 1969 su ordine del regime comunista Il monastero fu chiuso al pubblico e venne utilizzato per le funzioni di segreteria del partito, poiché il regime comunista dichiarò l'Albania uno stato ateo. Gli edifici e i suoi dintorni sono stati lasciati in uno stato di degrado per molti anni, fino al 1988, quando un parziale ricostruzione è avvenuta per scopi turistici.
La Chiesa ortodossa autocefala albanese riprese possesso del monastero nel 1992, dopo la caduta del regime comunista in Albania.

## Architettura, Iconografia e filigrane
Il monastero ha una architettura bizantino-ortodossa, con molte caratteristiche romaniche, che prevede una superficie di 2.500 metri quadrati. 
Si compone della chiesa di Santa Maria, la cappella della Santa Trinità, un mulino, e un fienile. 
La chiesa di Santa Maria, nel monastero di Ardenica ha importanti affreschi dei fratelli Kostandin Zografi e Athanas Zografi. Questi pittori di Coriza hanno lavorato sulla chiesa dal 1744, grazie alla restaurazione voluta dal arcivescovo di Berat. Gli affreschi comprendono scene del Vecchio Testamento e del Nuovo Testamento, dogmatica, liturgia e vita dei santi. Tra gli affreschi è inclusa un'opera di Giovanni Kukuzelis, il santo pittore nato a Durazzo. 
L'iconostasi è in legno e policromato in oro. Fu realizzata nel 1744. Le icone del XVIII secolo sono opera del pittore Kostandin Shpataraku. È da ricordare che nell'icona di S. Jovan Vladimir di Prespa si trova il dipinto di Carlo Thopia, il principe albanese con scettro e corona. Il pittore lo chiama "Re d'Albania".
Tutte le filigrane sono in greco, con l'eccezione della preghiera scritta nel 1731 da Nektarios Terpos in albanese; la più antica è del 1477. Una seconda filigrana è del 1743-1744. 
Nel monastero si trovano anche due targhe appartenenti al XVIII secolo. Una di loro, del 1754, si trova nella parte occidentale della chiesa, l'altra, datata 1770 si trova negli archi della stufa.

## Luogo turistico
Le colline di Ardenica si trovano nel sud Myzeqe in posizione dominante. Da questa posizione si possono vedere Kruja, il monte Dajt, Tomorr, il mare Adriatico, la laguna di Karavasta e la montagna Labëria.